# Spara, Gringo, spara
Spara, Gringo, spara è un film del 1968, diretto da Frank B. Corlish (pseudonimo di Bruno Corbucci), con colonna sonora di Sante Maria Romitelli.

## Trama
L'avventuriero americano Stark è stato condannato a morte in un villaggio messicano. Un ricco allevatore messicano lo salva dall'impiccagione ma lui deve restituire il favore salvando il figlio del rancher, di nome Fidel. Gli viene detto che Fidel è stato in qualche modo convinto o addirittura costretto a unirsi a una banda. Stark deve riportare Fidel a suo padre. L'americano è convinto che suo padre sia veramente preoccupato per il benessere del figlio. Quando egli sta per riconsegnarlo, capisce appena in tempo che le cose sono molto diverse. Il rancher mira invece a ripulire il suo onore sbarazzandosi di Fidel perché si vergogna di avere un figlio illegittimo.